# Poeae
Poeae je tribus trava u potporodici Pooideae podijeljen na 35 podtribusa. Jedini je u nadtribusu Poodae

## Podtribusi
1. Subtribus Torreyochloinae Soreng & J. I. Davis
  1. Amphibromus Nees (12 spp.)
  2. Torreyochloa Church (4 spp.)
2. Subtribus Phalaridinae Fr.
  1. Phalaris L. (17 spp.)
3. Subtribus Aveninae J. Presl
  1. Avena L. (24 spp.)
  2. Arrhenatherum P. Beauv. (7 spp.)
  3. Tricholemma (Röser) Röser (2 spp.)
  4. Helictotrichon Besser (29 spp.)
  5. xTrisetopsotrichon Röser & A. Wölk (0 sp.)
  6. Lagurus L. (1 sp.)
  7. Tzveleviochloa Röser & A. Wölk (6 spp.)
  8. Acrospelion Besser ex Roem. & Schult. (8 spp.)
  9. Trisetum Pers. (3 spp.)
  10. Graphephorum Desv. (4 spp.)
  11. Trisetum s. lat. (9 spp.)
  12. xTrisetokoeleria Tzvelev (0 sp.)
  13. Rostraria Trin. (13 spp.)
  14. Avellinia Parl. (2 spp.)
  15. Trisetaria Forssk. (18 spp.)
  16. Gaudinia P. Beauv. (4 spp.)
  17. Koeleria Pers. (76 spp.)
  18. Sibirotrisetum Barberá, Soreng, Romasch., Quintanar & P. M. Peterson (6 spp.)
  19. Limnodea L. H. Dewey ex Coult. (1 sp.)
  20. Sphenopholis Scribn. (6 spp.)
  21. Peyritschia E. Fourn. (31 spp.)
  22. Greeneochloa P. M. Peterson, Soreng, Romasch. & Barberá (3 spp.)
  23. Cinnagrostis Griseb. (62 spp.)
  24. Trisetopsis Röser & A. Wölk (28 spp.)
4. Subtribus Anthoxanthinae A. Gray
  1. Hierochloe R. Br. (39 spp.)
  2. Anthoxanthum L. (13 spp.)
5. Subtribus Airopsidinae Rouy
  1. Airopsis Desv. (1 sp.)
  2. Briza L. (3 spp.)
6. Subtribus Echinopogoninae Soreng
  1. Ancistragrostis S. T. Blake (1 sp.)
  2. Echinopogon P. Beauv. (7 spp.)
  3. Pentapogon R. Br. (25 spp.)
  4. Relchela Steud. (1 sp.)
7. Subtribus Hypseochloinae Röser & Tkach
  1. Hypseochloa C. E. Hubb. (2 spp.)
8. Subtribus Calothecinae Soreng
  1. Lombardochloa Roseng. & B. R. Arrill. (1 sp.)
  2. Condilorachia P. M. Peterson, Romasch. & Soreng (3 spp.)
  3. Poidium Nees (7 spp.)
  4. Erianthecium Parodi (1 sp.)
  5. Calotheca Spreng. (1 sp.)
  6. Microbriza Parodi ex Nicora & Rúgolo (2 spp.)
  7. Rosengurttia L. N. Silva (1 sp.)
  8. Rhombolytrum Link (3 spp.)
  9. Boldrinia L. N. Silva (1 sp.)
  10. Chascolytrum Desv. (6 spp.)
9. Subtribus Paramochloinae L. N. Silva & Saarela
  1. Paramochloa P. M. Peterson, Soreng, Romasch. & Barberá (2 spp.)
  2. Laegaardia P. M. Peterson, Soreng, Romasch. & Barberá (1 sp.)
10. Subtribus Agrostidinae Fr.
  1. Agrostula P. M. Peterson, Romasch., Soreng & Sylvester (1 sp.)
  2. Calamagrostis Adans. (132 spp.)
  3. Gastridium P. Beauv. (4 spp.)
  4. Podagrostis (Griseb.) Scribn. & Merr. (12 spp.)
  5. Agrostis L. (213 spp.)
  6. Lachnagrostis Trin. (40 spp.)
  7. Deyeuxia Clarion (53 spp.)
  8. Bromidium Nees & Meyen (5 spp.)
11. Subtribus Scolochloinae Tzvelev
  1. Scolochloa Link (2 spp.)
  2. Dryopoa Vickery (1 sp.)
12. Subtribus Sesleriinae Parl.
  1. Sesleriella Deyl (1 sp.)
  2. Oreochloa Link (4 spp.)
  3. Mibora Adans. (2 spp.)
  4. Psilathera Link (1 sp.)
  5. Sesleria Scop. (32 spp.)
  6. Echinaria Desf. (1 sp.)
13. Subtribus Airinae Fr.
  1. Aira L. (11 spp.)
  2. Avenella (Bluff & Fingerh.) Drejer (1 sp.)
  3. Corynephorus P. Beauv. (6 spp.)
  4. Periballia Trin. (1 sp.)
14. Subtribus Antinoriinae Röser & Tkach
  1. Antinoria Parl. (2 spp.)
15. Subtribus Helictochloinae Röser & Tkach
  1. Helictochloa Romero Zarco (25 spp.)
  2. Molineriella Rouy (3 spp.)
16. Subtribus Holcinae Dumort.
  1. Holcus L. (12 spp.)
  2. Vahlodea Fr. (1 sp.)
17. Subtribus Aristaveninae F. Albers & Butzin
  1. Deschampsia P. Beauv. (67 spp.)
18. Subtribus Loliinae Dumort.
  1. Leucopoa Griseb. (14 spp.)
  2. Drymochloa Holub (6 spp.)
  3. Castellia Tineo (1 sp.)
  4. Festuca Tourn. ex L. (640 spp.)
  5. xFestulolium Asch. & Graebn. (0 sp.)
  6. Lolium L. (31 spp.)
  7. Locajonoa Soreng (1 sp.)
  8. Pseudobromus K. Schum. (6 spp.)
19. Subtribus Dactylidinae Stapf
  1. Dactylis L. (4 spp.)
  2. Lamarckia Moench (1 sp.)
20. Subtribus Cynosurinae Fr.
  1. Cynosurus L. (10 spp.)
21. Subtribus Ammochloinae Tzvelev
  1. Ammochloa Boiss. (3 spp.)
22. Subtribus Parapholiinae Caro
  1. Sphenopus Trin. (2 spp.)
  2. Agropyropsis (Batt. & Trab.) A. Camus (1 sp.)
  3. Cutandia Willk. (6 spp.)
  4. Catapodium Link (6 spp.)
  5. Desmazeria Dumort. (4 spp.)
  6. Parapholis C. E. Hubb. (7 spp.)
  7. Vulpiella (Batt. & Trab.) Burollet (2 spp.)
23. Subtribus Coleanthinae Rouy
  1. Catabrosa P. Beauv. (6 spp.)
  2. xCatanellia . J. Gillespie & Soreng (0 sp.)
  3. Hyalopodium Röser & Tkach (2 spp.)
  4. Catabrosella (Tzvelev) Tzvelev (7 spp.)
  5. Hyalopoa (Tzvelev) Tzvelev (6 spp.)
  6. Paracolpodium (Tzvelev) Tzvelev (5 spp.)
  7. Coleanthus Seidel (1 sp.)
  8. Phippsia (Trin.) R. Br. (3 spp.)
  9. xPucciphippsia Tzvelev (0 sp.)
  10. Puccinellia Parl. (117 spp.)
  11. Sclerochloa P. Beauv. (3 spp.)
  12. Colpodium Trin. (8 spp.)
24. Subtribus Poinae Dumort.
  1. Poa L. (575 spp.)
  2. Oreopoa H. Scholz & Parolly (1 sp.)
25. Subtribus Incertae sedis
  1. Arctopoa (Griseb.) Prob. (7 spp.)
  2. xDupontopoa Prob. (0 sp.)
26. Subtribus Incertae sedis
  1. Agrostopoa Davidse, Soreng & P. M. Peterson (3 spp.)
27. Subtribus Avenulinae Röser & Tkach
  1. Avenula (Dumort.) Dumort. (1 sp.)
28. Subtribus Miliinae Dumort.
  1. Milium L. (6 spp.)
29. Subtribus Phleinae Dumort.
  1. Phleum L. (17 spp.)
30. Subtribus Beckmanniinae Nevski
  1. Beckmannia Host (2 spp.)
  2. Pholiurus Trin. (1 sp.)
  3. Pseudophleum Dogan (2 spp.)
  4. Rhizocephalus Boiss. (1 sp.)
31. Subtribus Cinninae Caruel
  1. Cyathopus Stapf (1 sp.)
  2. Cinna L. (3 spp.)
  3. Simplicia Kirk (3 spp.)
  4. Cinnastrum E. Fourn. (1 sp.)
  5. Aniselytron Merr. (5 spp.)
32. Subtribus Hookerochloinae Soreng & L. J. Gillespie
  1. Saxipoa Soreng, L. J. Gillespie & S. W. L. Jacobs (1 sp.)
  2. Hookerochloa E. B. Alexeev (2 spp.)
  3. Sylvipoa Soreng, L. J. Gillespie & S. W. L. Jacobs (1 sp.)
  4. Nicoraepoa Soreng & L. J. Gillespie (7 spp.)
  5. Arctagrostis Griseb. (2 spp.)
33. Subtribus Brizochloinae Röser & Tkach
  1. Brizochloa Jirasek & Chrtek (1 sp.)
34. Subtribus Dupontiinae Soreng & L. J. Gillespie
  1. Dupontia R. Br. (2 spp.)
  2. xDupoa J. Cay. & Darbysh. (0 sp.)
  3. Dupontiopsis Soreng, L. J. Gillespie & Koba (1 sp.)
  4. Arctohyalopoa Röser & Tkach (4 spp.)
35. Subtribus Alopecurinae Dumort.
  1. Alopecurus L. (45 spp.)
  2. Limnas Trin. (3 spp.)
36. Subtribus Ventenatinae Holub ex L. J. Gillespie, Cabi & Soreng
  1. Apera Adans. (5 spp.)
  2. Bellardiochloa Chiov. (6 spp.)
  3. Nephelochloa Boiss. (1 sp.)
  4. Ventenata Koeler (4 spp.)
  5. Parvotrisetum Chrtek (1 sp.)
  6. Gaudiniopsis (Boiss.) Eig (5 spp.)